# Людина-подушка
«Людина-подушка» (англ. The Pillowman) — це п'єса ірландського драматурга Мартіна Мак-Дони, написана 2003 року. Уперше була представлена назагал у Лондоні 1995. У п'єсі йдеться про Катуряна, письменника, що перебуває у поліцейському відділку; його допитують про зміст жахливих оповідань, вражаюче схожих до серії дитячих вбивств, що сталися в місті. П'єса отримала 2004 року премію Лоуренса Олів'є за найкращу нову драму, премію Кола нью-йоркських критиків  [Архівовано 15 серпня 2021 у Wayback Machine.]2004-5 років за найкращу нову іноземну драму, а також дві премії Тоні. Жанр — чорний гумор.

## Сюжет
Катурян, автор оповідань із описами жорстоких дитячих вбивств, заарештований двома детективами — Аріелем та Тупольським. Коли він дізнається, що його брат Міхаль зізнався у скоєних злочинах, то погоджується на смертну кару, але благає зберегти оповідання. П'єса включає репліки та короткі оповідання, зокрема й історію з назвою «Письменник і його брат» про те, як у Катуряна сформувалася уява з психічними розладами у результаті слухання криків Міхаля, катованого батьками, протягом всього дитинства.
Складається із 3-ох дій та 9 оповідань.

## Герої

##### Катурян
Автор моторошних оповідань про дітей. Його хвора уява сформувалася як результат того, що протягом усього дитинства він чув, як батьки знущалися з його молодшого брата Міхаля в сусідній кімнаті. Через це він убив батьків і сам виховував брата.

##### Міхаль
Старший брат Катуряна із вадами розумового розвитку. Він також перебуває на допиті в поліцейському відділку.

##### Тупольський
Головний детектив у розслідуванні.

##### Аріель
Жорстокий поліцейський, який називає себе "хорошим слідчим", в той час як Тупольського "поганим слідчим". Відчуває особливу злість до будь-яких кривдників дітей. Наприкінці він стає більш співчутливим до Катуряна

## Постановки в Україні
«Людина-подушка» була поставлена в України тричі: у 2008, 2014 та 2020 роках.